# Gualter (santo)
São Guálter foi um frade franciscano enviado desde Assis em missão para Guimarães,
Portugal, no início do século XIII por São Francisco de Assis. A cidade de Guimarães dedica-lhe anualmente no primeiro fim-de-semana de Agosto, as suas festividades designadas por "Festas Gualterianas". Embora não seja o padroeiro da cidade (esse título cabe a Nossa Senhora da Oliveira), este foi um santo que grangeou ao longo do tempo a devoção dos vimaranenses, muito por conta dos milagres que lhe foram atribuídos.

## História
Frei Gualter e seu companheiro frei Zacarias chegaram a Portugal em 1217, enviados pelo próprio São Francisco de Assis com o objectivo de trazer a Portugal a recém criada Ordem dos Frades Menores (franciscanos). 
Zacarias rumou ao sul, criando conventos em Alenquer e Lisboa, enquanto que Gualter fixou-se em Guimarães. Inicialmente, frei Gualter estabeleceu-se na encosta do monte de Santa Catarina, local então chamado da Fonte Santa, em Urgeses, próximo à vila. Graças às suas acções e pregações, Guálter ganhou a simpatia dos habitantes de Guimarães, o que levou os frades a mudarem-se para um local mais próximo ao burgo, chamado São Francisco o Velho (e mais tarde Minhotinho) devido a que aí estabeleceu-se a primeira casa franciscana.
Frei Gualter, segundo o investigador pe. Francisco de Santa Maria, morreu  em 30 de Junho do ano de 1258 e foi sepultado no primitivo convento e cuja lápide dizia simplesmente o seguinte̠ː
"Gualteri tegit hoc Venerabilis ossa sepulchrum." ("A tumba de Gualter cobre os ossos deste Venerável")
Em 1271 os frades mudaram-se a um edifício localizado junto às muralhas de Guimarães. Por comprometer a segurança da vila, este segundo edifício foi demolido em 1325 por ordem de D. Dinis, e um terceiro convento foi construído apenas no século XV por ordem de D. João I.

## Devoção
O exemplo de vida de São Guálter e os milagres que lhe foram atribuídos levaram a uma enorme devoção popular e a uma forte veneração ao Santo Franciscano na igreja do Convento da Ordem dos frades Franciscanos, em Guimarães. A Irmandade de São Guálter foi criada por volta de 1527. Já em 1577, a irmandade construiu uma capela na Igreja do Convento da Ordem, onde foram depositadas as relíquias do santo. Desde cedo a irmandade organizava uma procissão anual, como consta num alvará de renovação concedido em 1622 por Filipe III.. 
A capela de São Guálter da igreja franciscana foi demolida em 1750 e novamente instituída apenas em 1800. Já em meados daquele século, a irmandade foi transferida à Igreja dos Santos Passos de Guimarães, encomendando uma nova imagem oitocentista do santo. Em 2009 foram redescobertos, no interior de uma antiga imagem de roca na igreja Conventual da Ordem Franciscana, restos humanos e as relíquias de São Guálter. A Irmandade regressa ao local onde se fundou, a Igreja Conventual de São Francisco de Guimarães.
É objecto das Festas Gualterianas, celebradas em Guimarães no primeiro fim-de-semana de Agosto desde 1906.